# Sonnet 6

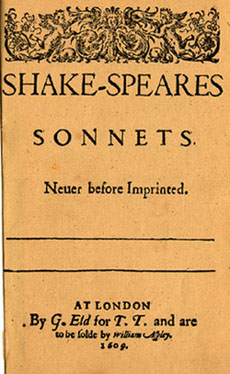
Sonnetten van Shakespeare, 1609

Sonnet 6 maakt deel uit van de sonnetten van Shakespeare die voor de eerste keer in 1609 werden gepubliceerd. Het is het zesde uit de reeks van 17 sonnetten van Shakespeare die in het Engels de procreation sonnets (letterlijk: voortplantingssonnetten) worden genoemd. Ze zijn geschreven voor een jongeman, en raden hem dringend aan snel te gaan trouwen en kinderen te krijgen, zodat hij zijn schoonheid kan doorgeven aan de volgende generatie.
De openingszin van dit sonnet sluit aan bij de slotzin van het vorige sonnet, waardoor ze als het ware een gekoppeld sonnet vormen. In Sonnet 6 wordt immers verdergebouwd op het thema van het vorige sonnet: het effect dat de winter op de zomer heeft. De zomer staat hier symbool voor de jeugdige schoonheid van de jongeman, die, als hij de tijd zomaar laat voorbijvliegen en niets onderneemt om zich voort te planten, snel lelijk zal worden. Voor dit laatste staat de winter symbool. Door kinderen te krijgen, wordt de schoonheid doorgegeven aan de volgende generatie, waardoor de winter er geen vat kan op krijgen. Tien kinderen zouden zijn vreugde vertienvoudigen, omdat ze elk als een soort schoonheidsspiegel zouden dienen. Door het krijgen van kinderen kan hij zelfs de dood overwinnen, omdat zijn schoonheid verder blijft leven in die van zijn nageslacht.

## Shakespeares tekst
| Sonnet 6 Then let not winter's ragged hand deface In thee thy summer ere thou be distilled. Make sweet some vial, treasure thou some place With beauty's treasure ere it be self-killed. That use is not forbidden usury Which happies those that pay the willing loan: That's for thyself to breed another thee, Or ten times happier, be it ten for one; Ten times thyself were happier than thou art, If ten of thine ten times refigured thee. Then what could death do if thou shouldst depart, Leaving thee living in posterity? Be not self-willed, for thou art much too fair To be death's conquest and make worms thine heir. |

## Vertaling
Laat toch niet toe dat winters ruwe klauw
Je zomer sloopt voor je hem distilleert.
Vul voor je sterft fiool met zoete dauw
Die ons je schat aan schoonheid conserveert.
Wat je dan wint dat is geen woekerwinst,
Als wie ontleent aan jou graag vrucht betaalt,
Je eigen evenbeeld dat wordt je kind
Of beter nog het geluk tienmaal herhaald;
Tienmaal gelukkiger dan je hier staat
Als tien van jou tienmaal je beeltenis wint,
Want wat vermag de dood zo je ons verlaat
Als elk kind ons met jouw beeld verbindt?
Wees niet zo eigenwijs, je bent te mooi
En noch voor dood of worm geschikte prooi.
— Vertaling: Jules Grandgagnage, 2015

## Analyse
Shakespeares sonnetten zijn voornamelijk geschreven in een metrum genaamd jambische pentameter, een rijmschema waarin elke sonnetregel bestaat uit tien lettergrepen. De lettergrepen zijn verdeeld in vijf paren, jamben genoemd, waarbij elk paar begint met een onbeklemtoonde lettergreep.
Dit sonnet is het enige van de reeks waarvan de eerste versregels het in een vorig sonnet begonnen argument afmaken. In Sonnet 5 zegt de dichter: ... de afzichtelijke winter maakt de zomer lelijk, maar gedestilleerde bloemen en hun zoetheid overleven binnen muren van glas. Met die 'muren van glas' wordt naar een flesje, een fiool, verwezen waarin het parfum bewaard wordt als de bloem al lang verdwenen is. In Sonnet 6 wordt verder uitgelegd hoe dit van toepassing is op de jongeman. 
De versregels That use is not forbidden usury/Which happies those that pay the willing loan zijn een beetje duister. Ze lijken te verwijzen naar het voorgaande Make sweet some vial. Treasure thou some place/With beauty's treasure ere it be self-killed: de plaats om de 'schat' (zijn schoonheid) op te bergen is... de baarmoeder van een vrouw. Met 'forbidden usury' wordt dan eigenlijk gezegd dat de jongeman de baarmoeder 'leent' om kinderen te krijgen zodat hij zelf onsterfelijk wordt. Zelfs als zijn lichaam vergaan is, zal hij verder leven in de schoonheid van zijn kinderen. De dood wordt hiermee een 'neus gezet': leaving thee living in posterity: hij moet hem laten leven na de dood.